# لخضيرات (أولاد بوراس)
لخضيرات هو دُوَّار يقع بجماعة أولاد حسين، إقليم الجديدة، جهة الدار البيضاء سطات في المملكة المغربية. ينتمي الدوّار لمشيخة أولاد بوراس التي تضم 14 دوار. يقدر عدد سكانه بـ 475 نسمة حسب الإحصاء الرسمي للسكان والسكنى لسنة 2004.

## روابط خارجية
- البوابة الوطنية للجماعات الترابية نسخة محفوظة 12 مارس 2018 على موقع واي باك مشين.
- المندوبية السامية للتخطيط